# Afblijven (film)
Afblijven is een Nederlandse film van Maria Peters uit 2006 met in de hoofdrollen Sem Veeger en Matthijs van de Sande Bakhuyzen. De film heeft als internationale titels XTC Don't Do It en Keep Off.
Het scenario van de film is gebaseerd op de bestseller Afblijven van Carry Slee uit 1998. Afblijven was een groot succes in de bioscopen, er kwamen 375.000 bezoekers en de film bracht 2,2 miljoen euro op. In de eerste tien dagen werd de film bekroond met een Gouden Film. De film brak in het openingsweekeinde het bezoekersrecord voor Nederlandse jeugdfilms. Er kwamen 45.000 bezoekers, goed voor een opbrengst van 300.000 euro.

## Verhaal
Het verhaal gaat over Melissa, een heel gewoon meisje dat erg graag wil dansen in een clip om beroemd te worden. Ze danst al een tijdje hiphop, maar dat mogen haar ouders niet weten; die denken dat ze op klassiek ballet zit en dat is waarvoor ze betalen. Haar beste vriend is Jordi, een ijverige jongen die graag archeoloog wil worden. Als Melissa auditie mag doen voor een videoclip is ze enorm blij, maar wordt daar ook onzeker van, vooral als ze niet op tijd kan komen en ze solo moet voordansen. Jim, een wat oudere danser die op het eerste gezicht heel onschuldig lijkt, biedt haar xtc aan. Zo voelt ze zich vrijer en weet haar onzekerheid te verbergen.
Melissa wordt aangenomen voor de clip en begint verliefd te worden op Jim. Jim biedt haar steeds vaker drugs aan en Melissa raakt verslaafd. Jordi en haar andere vrienden proberen haar te redden van het verkeerde pad dat ze langzaam opgaat. Na een hele hoop problemen thuis loopt Melissa weg. Een grote zoektocht wordt gestart en na een lange tijd belt Melissa Jordi op. Net als Jordi haar vraagt waar ze zit, wordt de verbinding verbroken. Melissa heeft wel gezegd dat ze die avond naar een rave zou gaan. Jordi herinnert zich aan een poster van een houseparty in een oud fabriekspand en gaat naar Melissa op zoek. Er staan heel veel ambulances voor de deur en Melissa wordt net op een brancard naar buiten gebracht. Net als zes anderen is ze in coma geraakt door een verkeerde partij xtc-pillen. Een meisje overlijdt. Als Melissa weer bij komt krijgt ze ruzie met Jordi, omdat ze Jim na alles wat er gebeurd is nog steeds niet bij de politie aangeeft. Uiteindelijk kan Jordi dankzij een list bewijzen dat de xtc van Jim in de kofferbak zit, als deze door de wasstraat komt waar Jordi werkt. De ruzie tussen Jordi en Melissa wordt uiteindelijk bijgelegd met een kus.

## Verschillen ten opzichte van het boek
De film blijft behoorlijk trouw aan het boek. Zelfs de meeste dialogen zijn nagenoeg woordelijk overgenomen.
- In het boek is Jordi feller en minder bedeesd; in zijn gedachtenwereld ergert hij zich meer aan andere mensen.
- In het boek zijn Melissa en Jordi hechtere vrienden; ze zijn attenter naar elkaar en uiten hun wederzijdse gevoelens sterker.
- In het boek bellen de hoofdrolspelers elkaar vaker; in de film vinden deze gesprekken vooral op school plaats.
- Naast enkele details zijn een paar scènes niet verfilmd, zoals een practical joke van Jordi tegen Kevin, een verdere aanvaring met Debby en de zorgen van Jordi's ouders dat Melissa ondanks de coma een terugval krijgt.
- De scène waarin de oma van Melissa vlinders ziet vliegen en de ouders een brief van Melissa ontdekken, staat niet in het boek. Het is een subtiele verwijzing naar het nummer "Vlinders".

## Rolverdeling
| Acteur                          | Personage                | Opmerkingen                 |
| ------------------------------- | ------------------------ | --------------------------- |
| Sem Veeger                      | Melissa                  | Hoofdpersoon                |
| Matthijs van de Sande Bakhuyzen | Jordi                    | Vriend                      |
| Melody Klaver                   | Debby                    | Vriendin, later vijand      |
| Jim Bakkum                      | Toine                    | Vriend                      |
| Juliann Ubbergen                | Kevin                    | Vriend                      |
| Tessa Schram                    | Fleur                    | Vriendin                    |
| Tommie Christiaan               | Jim                      | Drugsdealer / danser        |
| Gijs Scholten van Aschat        | Meneer de Raaf           | Vader van Melissa           |
| Loes Wouterson                  | Mevrouw de Raaf          | Moeder van Melissa          |
| Thijs Römer                     | Guido                    | Clipregisseur               |
| Brainpower                      | Brainpower               | Zichzelf                    |
| DiceCream                       | Rapper                   | Zichzelf                    |
| Anneke Blok                     | Moeder van Jordi         |                             |
| Geert Lageveen                  | Vader van Jordi          |                             |
| Plien van Bennekom              | Mevrouw Zuurbier         | Lerares Duits               |
| Tjebbo Gerritsma                | Portier bij disco        |                             |
| Stefan de Walle                 | Rechercheur 2            |                             |
| Michiel Romeyn                  | Chef schoonmaak          |                             |
| Carry Slee                      | Buspassagier             | Cameo                       |
| Olivier Tuinier                 | DJ Donnie Don            | Diskjockey                  |
| Roberto da Costa                | Choreograaf              |                             |
| Ingeborg Uyt den Boogaard       | Oma Henny                | Oma van Melissa             |
| Priscilla Knetemann             | Zusje van Jordi          |                             |
| Stephanie Steffens              | Katy                     | Danseres / vriendin van Jim |
| Jip Loots                       | Ron                      | Danser / vriend van Jim     |
| Richard Philippo                | Junk                     |                             |
| Martijn Fischer                 | Bestuurder / Vriend Jim  |                             |
| Herman Egberts                  | Agent                    |                             |
| Stijn Westenend                 | Rechercheur 1            |                             |
| Saskia Rinsma                   | Vrouw die uit raam hangt |                             |
| Lia Bolte                       | Moeder van Debby         |                             |
| Hunter Bussemaker               | Feestganger 1            |                             |
| Reinout Scholten van Aschat     | Feestganger 2            |                             |
| Leo Hogenboom                   | Rector                   |                             |
| Laus Steenbeeke                 | Conciërge                |                             |
| Mark van der Laan               | Leraar Aardrijkskunde    |                             |
| Jon Karthaus                    | Boris                    | Leadzanger Band             |
| Franc Veeger                    | Oogarts                  |                             |
| Folmer Overdiep                 | Ambulancebroeder 1       |                             |
| Walid Benmbarek                 | Ambulancebroeder 2       |                             |
| Vincent Lodder                  | Ambulancebroeder 3       |                             |
| Vastert van Aardenne            | Dokter                   |                             |
| Romana Vrede                    | Verpleegster 1           |                             |
| Nartan Meerlo                   | Verpleegster 2           |                             |
| Ellik Bargai                    | Verpleger                |                             |
| Wim Serlie                      | Man 1                    |                             |
| Alfred van der Poll             | Man 2                    |                             |
| Alice van Gorp                  | Vrouw                    |                             |
| Psiertje Boukhit                | Danseres                 |                             |
| Marjolein Pedder                | Danseres                 |                             |
| Christian Anakotta              | Danser                   |                             |
| Sophie Dingenout                | Danseres                 |                             |
| Olaf Ait Tami                   | Danser                   |                             |
| Giovanni Kemper                 | Danser                   |                             |

## Achtergrond
Afblijven was de eerste verfilming van een van haar boeken; in de tien jaren daarna werden nog zeven jeugdboeken van haar verfilmd, waarvan twee door Tessa Schram (Fleur in de film) zouden worden geregisseerd. De schrijfster maakt in elke film een cameo; in deze film is ze even te zien als een uitstappende buspassagier.

## Acteurs
Er was veel belangstelling voor een rol in de film. Belangstellenden konden zich via een formulier op de website van productiebedrijf Shooting Star aanmelden. Meer dan vierduizend tieners meldden zich aan. Uiteindelijk deden er achthonderd auditie op 18 maart 2006 in Theater De Liefde in Amsterdam. Schrijfster Carry Slee was ook aanwezig. De jongens moesten zich voorbereiden op een scène met hoofdpersonage Jordi, en de meisjes moesten de tekst van hoofdpersonage Melissa kennen. Degenen die voor een zingende rol auditie deden kregen ook de liedtekst Nine Million Bicycles van Katie Melua toegestuurd.
Uiteindelijk kreeg de 14-jarige Sem Veeger de rol van Melissa. Het werd haar filmdebuut. Dat was niet het geval bij haar tegenspelers.  Matthijs van de Sande Bakhuyzen, die Jordi speelt, was al in 1999 een van de hoofdrolspelers in De Daltons. Melody Klaver, die de rol van Debby kreeg, had al eerder filmrollen gespeeld in Diep en Langer licht. Ook Juliann Ubbergen, die Kevin ging spelen, had filmervaring; hij speelde in de film Don.

## Productie
De opnamen begonnen in juni 2006. Voor de opnamen op de school filmde men op locatie in het Amstelveen College. De opnamen in de discotheek waren in de toenmalige discotheek Lexion in Westzaan en in een discotheek in Haarlem. Verder werden er opnames gemaakt in de wasstraat van Loogman in Aalsmeer.
Na afloop van de opnamen werd de afterparty gehouden op Curaçao.

## Muziek
De soundtrack van Afblijven bevat voornamelijk muziek uit de Nederhop met nummers die voortkwamen uit de formatie ADHD en opvallend genoeg diverse artiesten die in 2006 net met hun eerste singles waren doorgebroken.
De film bevat de volgende nummers:
- DiceCream & T-Slash feat. Brainpower – "Afblijven"
- The Opposites – "Oew Oew"
- Yes-R feat. Brace – "Mammie"
- Ali B. – "Waar Gaat Dit Heen?"
- DiceCream feat. Brainpower – "Vlinders"
- K-Liber - "Springuuuhh"
- The Partysquad – "Wat Wil Je Doen?"
- IJsman feat. Man!e – "Kippevel"
- Brainpower & DiceCream – "Dobbelkracht"
- De Jeugd Van Tegenwoordig – "Watskeburt?!"
- Sarah Fairfield - "Fly Away"
- Ziggi feat. IVA – "Push Myself"
- Wudstik – "Doemalauw"
- BEEF! feat. Mega D. – "Run Da Dance (QF remix)"
- The Partysquad feat. Brainpower – "Non Stop"
- The Junes – "She's My World"
- The Junes – "When The Rain Starts"
- The Junes – "Not Bringing Me Down"
- The Junes – "No-One"